# Sonic Colours
Sonic Colours, in Japan und Nordamerika als Sonic Colors (jap.: ソニック カラーズ, Hepburn: Sonikku Karāzu) bekannt, ist ein 3D-Jump-’n’-Run-Videospiel, das von Sonic Team und Dimps entwickelt und von Sega im November 2010 für Wii und Nintendo DS veröffentlicht wurde.
Unter dem Titel Sonic Colours: Ultimate, in Japan und Nordamerika als Sonic Colors: Ultimate (jap.: ソニックカラーズ アルティメット, Hepburn: Sonikku Karāzu Arutimetto) bekannt, wurde das Spiel von Blind Squirrel Games grafisch und inhaltlich verbessert sowie erstmals mit deutscher Sprachausgabe am 7. September 2021 für PlayStation 4, Xbox One, Xbox Series, Nintendo Switch und im Epic Games Store für den PC erneut veröffentlicht.
Es handelt sich dabei um ein typisches, dreidimensionales Sonic-Spiel mit immer wiederkehrenden 2D-Passagen, welches durch die neuen Wisp-Kreaturen und deren individuelle Fähigkeiten erweitert wurde.
Es ist der Nachfolger von Sonic Unleashed (2008) und der Vorgänger von Sonic Generations (2011).

## Handlung
Dr. Eggman hat, angeblich aus Reue und um sich für seine Missetaten der Vergangenheit zu entschuldigen, einen interstellaren Vergnügungspark im Weltraum gebaut, welcher kurz vor der Eröffnung steht. Sonic the Hedgehog und Miles Tails Prower bleiben misstrauisch und wollen den Vergnügungspark sicherheitshalber auskundschaften. Dabei treffen sie auf eine außerirdische Kreatur, die sie erst mit Tails’ Übersetzungsprogramm verstehen können. Das Alien, ein Wisp, trägt den Namen Yacker und berichtet, dass seine Artgenossen von Dr. Eggman gefangen genommen wurden und nun als seine Energiequelle fungieren. So reisen Sonic und Tails durch den kompletten Vergnügungspark, um die gefangenen Wisps zu befreien.
Durch Sonics und Tails’ Rettungsaktionen und die Unachtsamkeit seiner Roboter Orbot und Cubot verliert Dr. Eggman immer mehr an Wisp-Energie, bis der Vergnügungspark zunehmend zerfällt und zerstört wird. Sonic schickt Tails mit einem Aufzug zurück auf den Planeten und stellt sich allein Dr. Eggman und seinem Nega-Wisp-Armor, mit dem sich Dr. Eggman die negative Energie der Wisps zunutze macht. Dennoch kann Dr. Eggman einmal mehr von Sonic besiegt werden. Während Sonic sicher zum Planeten zurückkehrt, treiben Dr. Eggman, Orbot und Cubot ziellos im Weltall herum.
Nur in der Nintendo DS-Version des Spiels treffen Sonic und Tails anschließend auf Mother Wisp, die mit der negativen Wisp-Energie, die Dr. Eggman konzentrierte, infiziert wurde. Nur mit der Macht der sieben Chaos Emeralds kann Super Sonic sie wieder normalisieren und alles wieder in Ordnung bringen.

## Gameplay
In Sonic Colours übernimmt der Spieler die Kontrolle über den blauen Igel Sonic in einem dreidimensionalen Jump-’n’-Run-Abenteuer. Sonic verfügt beim Springen über die Spin Attack, mit der viele Gegner bei Berührung besiegt werden können. Mit der Sprungtaste in der Luft kann die Homing Attack ausgeführt werden, mit der Sonic direkt auf Gegner in unmittelbarer Nähe zusteuert. Wieder dabei ist der Sonic Boost, mit dem Sonic noch schneller rennen kann und dabei die meisten Gegner automatisch besiegt, die dazugehörige Ring-Energy-Boost-Leiste sich jedoch leert und nur durch Ringesammeln und weiße Wisps gefüllt werden kann. Der durch Schulterbuttons einsetzbare Quick Step nach links und rechts ist in schnelleren Passagen hilfreich. Sonic kann jederzeit einen Doppelsprung ausführen und auf Knopfdruck in der Luft auf den Boden stampfen. Bei Berührung können die goldenen Ringe eingesammelt werden; Nimmt Sonic Schaden, verliert er die Ringe. Nimmt Sonic Schaden, ohne Ringe zu besitzen, fällt in einen tödlichen Abgrund, wird zerquetscht oder ertrinkt, verliert er ein Extraleben. In den Itemboxen kann sich ein Extraleben, 5 Ringe, 10 Ringe, eine zufällige Anzahl an Ringen, ein Schutzschild, ein magnetischer Schutzschild, vorübergehende erhöhte Geschwindigkeit oder vorübergehende Unverwundbarkeit enthalten sein. Checkpoints in Form von Laternen markieren bei einem Lebensverlust den Rücksetzpunkt.
Die größte Neuerung des Spiels sind die Wisps. Diese kleinen, außerirdischen Kreaturen stecken in speziellen Itemboxen und deren individuellen Fähigkeiten je nach Farbe können nach dem Aufsammeln einer solchen Wisp-Itembox jeweils einmal eingesetzt werden. Dadurch soll das Sonic-typische Gameplay erweitert werden, ohne den Spielfluss zu bremsen (im kompletten Gegensatz zum Werigel-Gameplay des Vorgängers Sonic Unleashed). Daher wurden die Wisps auch vermehrt in folgenden Sonic-Spielen immer wieder implementiert, wenn auch nicht so häufig wie in Sonic Colours. Die Wisp-Fähigkeiten, die zumeist mit einer entsprechenden Zeitleiste versehen sind, die anzeigen, wie lange Sonic ihre jeweilige Kraft je nach Farbe noch nutzen kann, sind folgende:
- Die weißen Wisps füllen Sonics Ring-Energy-Boost-Leiste.
- Die türkisfarbenen Wisps verwandeln Sonic in einen Laser, der von Wänden abprallt und mit entsprechenden Prismen und optischen Kabeln einmalig den vorgesehenen Weg entlangschießt.
- Die gelben Wisps verwandeln Sonic in einen Bohrer, der sich durch vorgesehenes, lockeres Erdreich graben kann.
- Die orangefarbenen Wisps verwandeln Sonic in eine Rakete, die senkrecht nach oben schießt.
- Die lilafarbenen Nega-Wisps verwandeln Sonic in eine Art Haimaul, welches sich durch dafür vorgesehene Hindernisse frisst (nicht in der DS-Version vorhanden).
- Die violettfarbenen Nega-Wisps verwandeln Sonic in eine Art schwarzes Loch, wodurch es schneller wird, je mehr Gegner und Ringe es sammelt (nur in der DS-Version vorhanden).
- Die blauen Wisps verwandeln Sonic in einen unverwundbaren Würfel, der blaue Ringe in Blöcke verwandelt und umgekehrt (nicht in der DS-Version vorhanden).
- Die grünen Wisps verwandeln Sonic in einen Flieger, der kurz nach oben schweben und Ringpfaden folgen kann (nicht in der DS-Version vorhanden).
- Die rosa Wisps verwandeln Sonic in ein rosa Zahnrad, welches an Wänden und Decken haften bleibt und daran auch entlangrollen kann (nicht in der DS-Version vorhanden).
- Die roten Wisps verwandeln Sonic in eine lodernde Flamme, welche zusätzlichen Turbo mit sich bringt und einen Mehrfach-Sprung ermöglicht (nur in der DS-Version vorhanden).
- Die Jade-Wisps verwandeln Sonic in den Jade Ghost, der bestimmte Wände durchschreiten kann (nur in der Ultimate-Version vorhanden).

### Level
Das Spiel besteht aus sechs Welten in der Reihenfolge Tropical Resort, Sweet Mountain, Starlight Carnival, Planet Wisp, Aquarium Park und Asteroid Coaster mit je 6 Acts sowie eines siebten Boss-Acts und der finalen Welt Terminal Velocity mit 2 Acts und dem Endbosskampf gegen den Nega-Wisp-Armor. Hinzu kommt die optionale Welt Game Land, in der man wahlweise als Sonic oder sein Mii in insgesamt 21 Acts, die teils bewusst dem Leveldesign von Zonen der ersten Sonic-Spiele entsprechen, im Singleplayer- oder im Multiplayer-Modus antreten kann. Nach jedem erfolgreich abgeschlossenen Level oder Bosskampf erhält man eine Wertung von Rang S bis Rang D. Außerdem sind in jedem regulären Level fünf rote Ringe versteckt.
| Nr. | Zone               | Acts | Bosskämpfe       | Gegner                                                                |
| --- | ------------------ | ---- | ---------------- | --------------------------------------------------------------------- |
| 1   | Tropical Resort    | 7    | Rotatatron       | Egg Pawn, Mole, Spinner, Sprinkler                                    |
| 2   | Sweet Mountain     | 7    | Captain Jelly    | Egg Pawn, Mole, Spinner, Buzzer                                       |
| 3   | Starlight Carnival | 7    | Frigate Orcan    | Egg Pawn, Mole, Spinner, Buzzer, Aero-Chaser, Spiny, Moto Bug         |
| 4   | Planet Wisp        | 7    | Refreshinator    | Egg Pawn, Spinner, Aero-Chaser                                        |
| 5   | Aquarium Park      | 7    | Admiral Jelly    | Egg Pawn, Spinner, Crabmeat, Jawz, Chopper, Sandworm, Thunder Spinner |
| 6   | Asteroid Coaster   | 7    | Frigate Skullian | Egg Pawn, Moto Bug, Caterkiller                                       |
| 7   | Terminal Velocity  | 3    | Nega-Wisp Armor  | Egg Chaser, Big Chaser, Moto Bug                                      |

## Synchronisation
Während die japanischen Synchronsprecher erneut beibehalten wurden, ist Sonic Colours zusammen mit Sonic Free Riders das erste Sonic-Spiel mit einem (bis auf Mike Pollocks Dr. Eggman) komplett ausgetauschten, englischsprachigen Cast. Zeitgleich ist es aber auch das letzte Haupt-Sonic-Spiel der Serie, welches noch keine deutsche Synchronisation erhielt. Im 2021 veröffentlichten Sonic Colours: Ultimate wurde deutsche, französische, italienische und spanische Sprachausgabe hinzugefügt.
| Synchronsprecher in Sonic Colours & Sonic Colours: Ultimate | Synchronsprecher in Sonic Colours & Sonic Colours: Ultimate | Synchronsprecher in Sonic Colours & Sonic Colours: Ultimate | Synchronsprecher in Sonic Colours & Sonic Colours: Ultimate | Synchronsprecher in Sonic Colours & Sonic Colours: Ultimate | Synchronsprecher in Sonic Colours & Sonic Colours: Ultimate | Synchronsprecher in Sonic Colours & Sonic Colours: Ultimate |
| Figur im Spiel                                              | Deutscher Synchronsprecher                                  | Englischer Synchronsprecher                                 | Japanischer Synchronsprecher                                | Französischer Synchronsprecher                              | Spanischer Synchronsprecher                                 | Italienischer Synchronsprecher                              |
| ----------------------------------------------------------- | ----------------------------------------------------------- | ----------------------------------------------------------- | ----------------------------------------------------------- | ----------------------------------------------------------- | ----------------------------------------------------------- | ----------------------------------------------------------- |
| Sonic the Hedgehog                                          | Marc Stachel                                                | Roger Craig Smith                                           | Jun'ichi Kanemaru                                           | Alexandre Gillet                                            | Ángel de Gracia                                             | Renato Novara                                               |
| Miles Tails Prower                                          | Paulina Weiner                                              | Kate Higgins                                                | Ryō Hirohashi                                               | Marie-Eugénie Maréchal                                      | Graciela Molina                                             | Benedetta Ponticelli                                        |
| Dr. Eggman                                                  | Johannes Oliver Hamm                                        | Mike Pollock                                                | Chikao Ōtsuka                                               | Marc Bretonnière                                            | Francesc Belda                                              | Aldo Stella                                                 |
| Orbot                                                       | Romanus Fuhrmann                                            | Kirk Thornton                                               | Mitsuo Iwata                                                | Tony Marot                                                  | Albert Vilcan                                               | Massimo Di Benedetto                                        |
| Cubot                                                       | Matthias Horn                                               | Wally Wingert                                               | Wataru Takagi                                               | Benjamin Pascal                                             | Xadi Mouslemeni Mateu                                       | Luca Sandri                                                 |
| Wispsprecher                                                | Matthias Horn                                               | Roger Craig Smith                                           | Fumihiko Tachiki                                            | Luc Boulad                                                  | Xadi Mouslemeni Mateu                                       | Stefano Lucchelli                                           |

## Entwicklung
Die Entwicklung an Sonic Colours begann unmittelbar nach der Fertigstellung von Sonic Unleashed. Nach erfolgreichen Verkaufszahlen der Sonic-Spiele auf Nintendo-Konsolen, vor allem von Mario & Sonic bei den Olympischen Spielen, entschied man sich dazu, gezielt ein auf Wii und Nintendo DS zugeschnittenes Spiel zu entwickeln. Schnell legte man sich auf Sonic als alleinigen, spielbaren Charakter und auf das Setting eines Vergnügungsparks fest. Dabei ließ man sich von Disneyland inspirieren und wählte dazu einen interstellaren Vergnügungspark im Weltraum, da Sonic die Grenzen eines gewöhnlichen Vergnügungsparks zu schnell erreichen würde. Auch wollte man das Gameplay wieder um Neuerungen erweitern, jedoch die Schnelligkeit des Spiels nicht abbremsen, wie es der Werigel in Sonic Unleashed tat. So wurden die Wisps entwickelt, welche auch dazu anregen sollten, bereits gesehene Level später mit neuen Fähigkeiten nochmals zu erkunden. Das Skript wurde von Ken Pontac und Warren Graff, den Schöpfern der Serie Happy Tree Friends, die bereits am Spiel MadWorld beteiligt waren, geschrieben. Bis auf Mike Pollock als Dr. Eggman wurde der komplette englischsprachige Synchronsprecher-Cast ausgetauscht. Der Openingsong „Reach for the Stars“ wurde von Jean Paul Makhlouf der Band Cash Cash gesungen.
Sega kündigte Sonic Colours erstmals in einem Blog-Post am 26. Mai 2010 an und stellte es auf der Electronic Entertainment Expo 2010 vor. Dort und auf folgenden Messen wie der Gamescom war eine Demo-Version des Spiels dann spielbar. Am 4. November 2010 veranstaltete Sega ein Sonic-Colours-themenbasiertes Schlittschuhfahr-Event im Bryant Park von New York City, um das Spiel zu bewerben. In Nordamerika erhielten Vorbesteller des Spiels bei GameStop einen limitierten Sonic-Hut. In Europa gab es eine Special Edition mit Sonic- und Wisp-Figuren.

## Sonic Colours: Ultimate
Sonic Colours: Ultimate, in Japan und Nordamerika als Sonic Colors: Ultimate (jap.: ソニックカラーズ アルティメット, Hepburn: Sonikku Karāzu Arutimetto) bekannt, ist eine von Blind Squirrel Games entwickelte Neuauflage von Sonic Colours mit grafischen und inhaltlichen Verbesserungen.
Das Spiel erschien am 7. September 2021 in Nordamerika und Europa sowie am 9. September 2021 in Japan für PlayStation 4, Xbox One, Xbox Series, Nintendo Switch, Amazon Luna und im Epic Games Store für den PC. Am 6. Februar 2023 folgte dann zudem eine Veröffentlichung auf Steam.
Diese Version wurde grafisch und visuell auf neuere 4K- und 60-fps-Standards angepasst, mit Ausnahme der Nintendo-Switch-Version, die maximal HD und 30 fps darstellt. Dabei wurde deutlicher auf Details wie Schattenfall, Reflexionen oder Lichteinflüsse geachtet. Hatte die Wii-Version im Jahre 2010 noch lediglich englische und japanische Sprachausgabe zu bieten, so wurden in Sonic Colours: Ultimate deutsche, französische, italienische und spanische Sprachausgabe neu hinzugefügt. Einige Soundtracks sind dezente Remixe, es besteht jedoch die Option, die originalen Wii-Soundtracks abzuspielen. Hinzu kommen grafische Überarbeitungen auf der Levelkarte, dem HUD sowie den Warnschildern bei Abgründen, die ab Sonic Generations und Sonic the Hedgehog 4: Episode II eingeführt wurden.
Inhaltlich wurde der neue Jade Wisp eingeführt, der bereits in Team Sonic Racing debütierte. Mit seiner Fähigkeit, sich in den Jade Ghost zu verwandeln, ist es möglich bestimmte Wände zu durchschreiten. Das Extraleben-System wurde komplett entfernt, man kann also unendlich Versuche verlieren, ohne einen Game-Over-Screen zu erreichen. Daher wurden die 1-Ups im Spiel ersetzt, beispielsweise erhält man für das Erreichen von S- oder A-Rängen statt Extraleben nun sogenannte Park Tokens, mit denen man Items, Soundtracks, Artworks oder Customize-Fähigkeiten für den neuen Customize-Modus erhalten kann. Es gibt auch die neue, begrenzte Tails-Saves-Möglichkeit, bei der man bei Stürzen in Abgründen nicht zum letzten Checkpoint zurückgesetzt wird. Stattdessen erscheint Tails und setzt einen direkt vor diesem Abgrund ab. Die Homing Attack wurde um die Sweet Spot Attack erweitert, mit der man mit dem richtigen Timing weitere Boost-Energie erhalten kann. Ebenfalls neu ist der Rivals Mode, in dem man wie in Sonic Rivals in den Leveln gegen Metal Sonic in Wettrennen gegeneinander antreten kann.
Laut Iizuka wurde Sonic Colours: Ultimate aufgrund der COVID-19-Pandemie fast komplett aus dem Homeoffice der Entwickler heraus erstellt. Zudem ist das Spiel auf PlayStation 4 und Xbox One optimiert. Das Fehlen einer individuellen PlayStation-5-Variante wurde damit erklärt, dass diese komplett identisch mit der PS4-Version gewesen wäre und die Technik von PS5 und auch der Xbox Series X nicht ausgereizt wird, es jedoch eine Xbox-Series-Version gibt, da sich das Spiel auf der Xbox Series S nochmals von der Xbox-One-Version des Spiels abhebt.
Die Ultimate-Version wurde zusätzlich mit einer zweiteiligen Animationsserie namens Sonic Colors: Rise of the Wisps beworben, die am 19. und 26. August 2021 auf dem offiziellen Sonic-the-Hedgehog-YouTubekanal veröffentlicht wurden.

## Nintendo-DS-Version
Zeitgleich mit der hauptsächlichen Wii-Variante entwickelt von Sonic Team, erschien ein komplett anderes Sonic Colours für den Nintendo DS, wofür das Entwicklerstudio Dimps verantwortlich ist. Diese Version behandelt zwar dieselben Charaktere, Orte, die Geschichte, Levelnamen und Levelsettings der Heimkonsolenversion, kommt jedoch als 2D-Jump-’n’-Run im gleichen Stile wie die vorherigen Sonicspiele für den Nintendo DS, Sonic Rush und Sonic Rush Adventure daher. Die Version beinhaltet exklusive Wisp-Fähigkeiten (oben aufgeführt) und einen zusätzlichen Endbosskampf mit Super Sonic.

## Rezeption
Beide Versionen von Sonic Colours konnten vorwiegend positive Bewertungen einfahren. Grafik und Sound wurden für Wii-Verhältnisse gelobt, auch das Gameplay, Setting und die Level kamen gut an. IGN erklärte das Spiel zu einem der besten Wii-Spiele und zeichneten Sonic Colours mit ihrem „Quick Fix Award 2010“ aus. Insgesamt waren Fachpresse und Community nach vielen deutlich kritisierteren Sonic-Spiele der vorangegangenen Jahre froh, dass sich die Serie wieder mehr auf ihre Stärken konzentrieren wollte.

„Mit Sonic Colours bringt Sega eine sehr ordentliche Sonic-Episode zurück. Das Spiel ist hübsch, witzig, es spielt sich flott und klingt gut. Die Wisps geben der pfeilschnellen Rennerei spielerische Abwechslung, ohne dabei den Fokus von Sonic zu nehmen. Insbesondere auf PS5 und der aktuellen Xbox-Generation spielt sich Sonic Colours locker-flockig weg, die hohe Auflösung und die saubere Bildrate sind eine wahre Freude. Weniger Freude habe ich dagegen mit der Switch-Fassung: Die läuft weit weniger sauber und noch dazu mit der halben Bildrate, auch einige Bugs sollten die Entwickler lieber noch per Patch beheben, selbst wenn uns während des Tests keine allzu großen Pannen begegneten. Als Gala-Auftritt zu Sonics 30. Geburtstag ist Sonic Colours: Ultimate vielleicht etwas unterwältigend, aber gleichzeitig doch ein dramatisch besseres Spiel als etwa das grätige Sonic Forces.“

„SEGA bietet uns mit Sonic Colours eine Steigerung zu Sonic Unleashed und Sonic und der schwarze Ritter. Man merkt sehr gut, wie sich das Sonic Team bemüht hat, alle Fehler aus den vorigen Teilen zu entfernen, aber trotzdem wieder neue Features einzubinden. Die Wisps bescheren Sonic neue Superkräfte und das Spielprinzip ist gut an sie angepasst worden. Am Gameplay und auch aus grafischer und musikalischer Sicht gibt es nichts zu bemängeln. Sonic Colours ist das beste Sonic-Spiel auf der Nintendo Wii und alle Sonic-Fans müssen zugreifen!“

Sonic Colours verkaufte sich auf der Nintendo Wii und dem Nintendo DS zusammen insgesamt 2,18 Millionen Mal.